# LZ 127 Graf Zeppelin

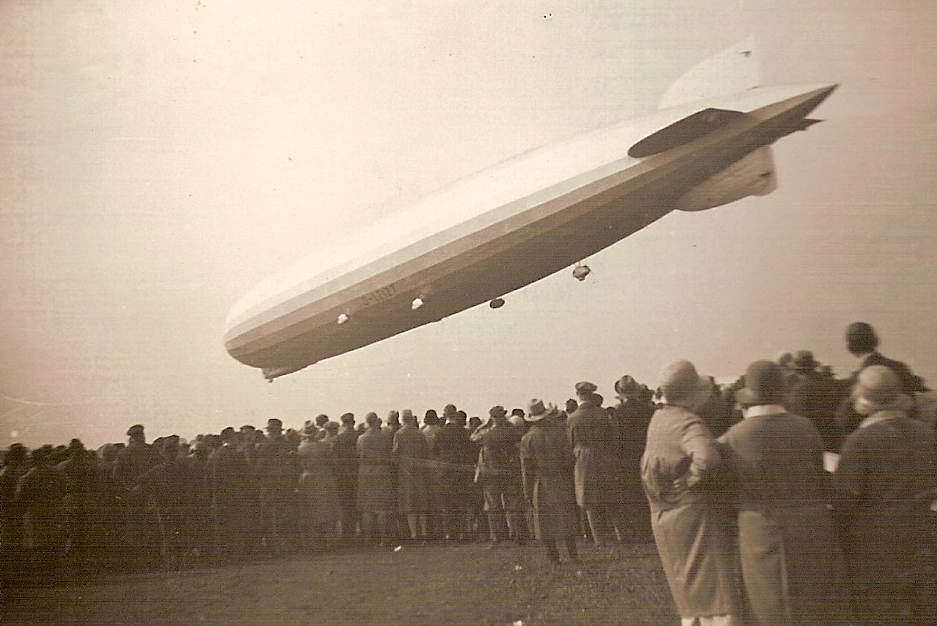
Lidé přihlížejí přistání vzducholodi LZ 127

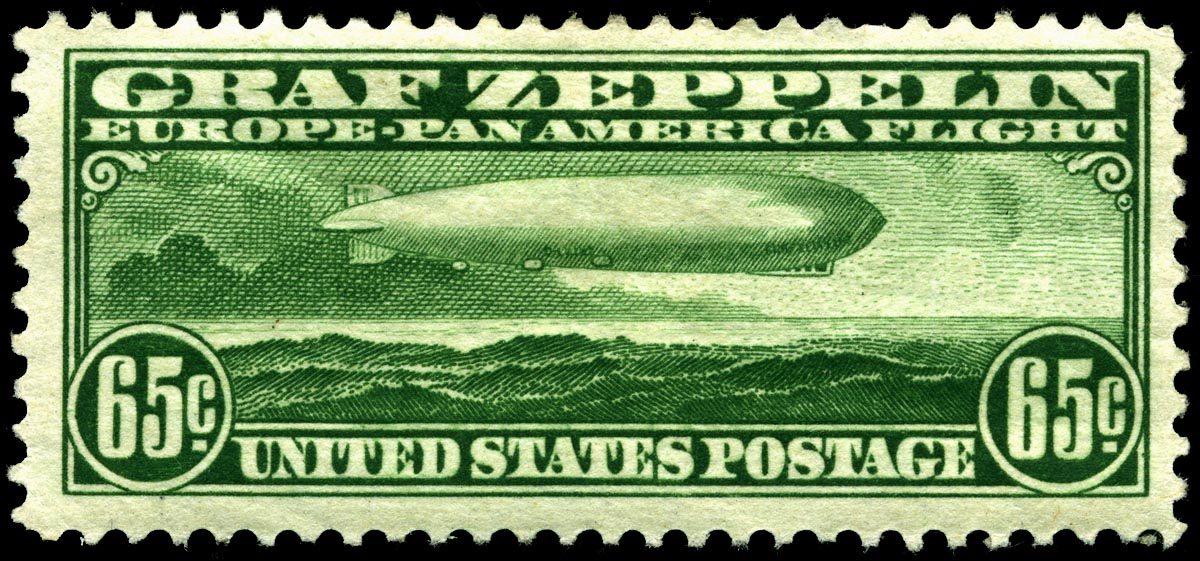
Vzducholoď LZ 127 Graf Zeppelin na americké poštovní známce z roku 1930

LZ 127 Graf Zeppelin byla nejúspěšnější vzducholoď z celé éry těchto strojů. Byla pojmenována po slavném staviteli vzducholodí, hraběti Ferdinandu von Zeppelinovi. Podobné jméno nese i letadlová loď Graf Zeppelin.
Vzducholoď Graf Zeppelin byla postavena v dílnách v německém Friedrichshafenu podle projektu Ludwiga Dürra, který se podílel i na konstrukcích všech předchozích zeppelínů. Jejím hlavním prosazovatelem a později i kapitánem byl Hugo Eckener. Poprvé vzlétla 18. září roku 1928.
Objem vodíkové náplně činil 85 036 m³, délka 236 m, cestovní rychlost 115 km/h, maximální rychlost 130 km/h, dolet 12 000 km. Vzducholoď byla vybavena pěti motory Maybach VL 2 po 390 kW, poháněnými speciálně vyvinutým Blauovým plynem, nazvaným podle vynálezce Hermanna Blaua z Augsburgu (směs propylenu, methanu, ethanu, ethynu, butylenu a vodíku), který měl stejnou hustotu jako vzduch a jeho spotřeba se tedy neprojevovala změnou vztlaku vzducholodi. Jeho zásoby, uložené ve speciálním balonetu, činily 30 000 m³. Vzducholoď měla duralovou tuhou kostru s centrálním kýlem, cestující a posádka dleli v gondole umístěné pod přední částí trupu.
V roce 1929 provedla vzducholoď propagační dvoutýdenní cestu kolem zeměkoule jako první létající dopravní prostředek s platícími pasažéry na palubě. V květnu 1930 se konal první zkušební let do Jižní Ameriky a o rok později tam začala vzducholoď dopravovat pasažéry na pravidelné lince. V roce 1931 absolvoval Graf Zeppelin úspěšnou polární výpravu mapující severní pobřeží Ruska. V dalších letech vzducholoď létala na pravidelné lince z Německa do Brazílie.
Během deseti let úspěšného provozu urazil Graf Zeppelin za 17 177 letových hodin (to jsou 2 roky čistého času) 1 700 000 km, dopravil 34 000 cestujících a 78 tun pošty.
Měsíc po katastrofě vzducholodi Hindenburg v roce 1937 byl Graf Zeppelin vyřazen z provozu a přemístěn do muzea. V březnu 1940 byl na příkaz ministra vzdušných sil Hermanna Göringa rozebrán do šrotu.